# L'Hommage à Cézanne
Ne doit pas être confondu avec Hommage à Cézanne.
L'Hommage à Cézanne est une œuvre du sculpteur français Aristide Maillol. Il s'agit d'une sculpture en plomb. Elle est installée à Paris, en France. La sculpture originale en pierre est au musée d’Orsay. Celle en plomb a été coulée à l’initiative de Dina Vierny et André Malraux en 1964 lors de l’installation du musée de plein air au Jardin des Tuileries.

## Histoire
Pour rendre hommage à Paul Cezanne, l’œuvre a été commandée en 1912 par Aix-en-Provence mais, les commanditaires ayant refusé l’œuvre, cette dernière sera acquise par la ville de Paris plus tard grâce à Frantz Jourdain.

## Description
L'œuvre est une sculpture en plomb. Elle représente un nu féminin à demi étendu, le bras gauche posé sur son genou gauche légèrement relevé.

## Localisation
La sculpture est installée depuis 1964 dans le jardin du Carrousel aux Tuileries, dans le 1er arrondissement de Paris. Elle fait partie d'un ensemble de statues de Maillol exposées en plein air.

## Artiste
Aristide Maillol (1861-1944) est un sculpteur français.